# Підлуби (Яворівський район)
Підлуби́ — село в Україні, в Яворівському районі Львівської області. Населення становить 723 особи. Орган місцевого самоврядування - Новояворівська міська рада.

## Історія
Згадується в 1375 році у надавчому привілеї Владислава Опольського братам Херборду і Фридрижу, званими Панчями. Їм було надано села Чолгині, Мужиловичі та Підлуби.
У податковому реєстрі 1515 року в селі документується 4 лани (близько 100 га) оброблюваної землі.
У радянські часи до села приєднана територія колишньої німецької колонії Моозберґ (нім. Moosberg) — тепер це господарська забудова на схід від села на правому березі річки Гноєнець.
Колишній орган місцевого самоуправління — Бердихівська сільська рада.

## Населення

### Мова
Розподіл населення за рідною мовою за даними перепису 2001 року:
| Мова       | Кількість | Відсоток |
| ---------- | --------- | -------- |
| українська | 723       | 100%     |